# Маршал (окръг, Илинойс)
Вижте пояснителната страница за други значения на Маршал.
Окръг Маршал (на английски: Marshall County) е окръг в щата Илинойс, Съединени американски щати. Площта му е 1033 km², а населението - 13 180 души (2000). Административен център е град Лейкън.